# Golfo de Sidra

Mapa do golfo de Sidra

O golfo de Sidra ou golfo de Sirte é uma porção do mar da Líbia, uma parte do mar Mediterrâneo na costa norte da Líbia. As águas do golfo são as mais quentes de todas as águas do Mediterrâneo.
De tempos em tempos, a Líbia afirma que o golfo inteiro é território líbio, entretanto outros países defendem o padrão internacional de 12 milhas náuticas (22,2 km) como sendo o limite territorial da costa do país.
A pesca do atum é de grande importância econômica no Golfo.